# Mobofest
El Mobofest és un festival de música sense ànim de lucre que se celebra al Pla de Mallorca. Es va celebrar per primera vegada el 2017 al municipi de Sant Joan amb la intenció de donar cabuda a artistes balears i emergents. El 2018 van comptar amb El Petit de Cal Eril, Miquel Serra, Donallop, Saxophobia Funk Project, Da Souza, Vaquer, Xanguito, Dr. Magneto, Bilo, Black Cigarette i Mazoni.
Els dies 17 i 18 d'agost de 2019 va tenir lloc la seva tercera edició, al Puig de Consolació de Sant Joan. Hi van participar els artistes Dinamo, Júlia Colom, Joan Miquel Oliver, Núria Graham, Billie The Vision and The Dancers, Caspary, JoKB, Jansky, Leonmanso, Maria Jaume, Rotten Kings, Lost Fills, Ceremoney, Dr. Magneto, Island Cavall i Marion Deprez.
La quarta edició s'havia de celebrar els dies 22 i 23 d'agost de 2020, amb Manel i Kakkmaddafakka com a caps de cartell. Arran de la pandèmia per coronavirus de 2019-2020, el Mobofest va haver de reformular-se en un cicle de concerts de músics illencs del 14 al 23 d'agost, amb músics com Da Souza, Salvatge Cor i Joana Gomila. Dos dies abans de començar el cicle, l'Ajuntament de Sant Joan va decidir emetre un ban municipal que anul·lava qualsevol esdeveniment cultural per preocupació davant la situació de pandèmia, cancel·lant el festival.
L'any 2021 el festival es va traslladar a Lloret de Vistalegre. Es va celebrar del 30 de juliol a l'1 d'agost amb les actuacions de Maria Hein, Peligro, Gostwo & Joanmi Bauzà, Alenaire, Reïna, Modern York, Pau Vallvé, Da Souza, Maria Jaume, Pujà Fasuà, Cariño i Manel.
La següent edició del Mobofest es va celebrar l'any 2022, novament a Lloret de Vistalegre. Els dies 29 i 30 de juliol van actuar al festival Kakkmaddafakka, Villagers, Ginestà, Mishima, Cariño, Lildami, Cercle, Clara Ingold, Aina Tramullas, Diji, Jansky, Rosana Nun, Escarràs, Go Cactus, Saïm, Salvatge Cor, Mar Grimalt, Papa Topo, Sideways, Verlaat, Paula Serra i Plan-ET.